# قسم مزرعة نو الريفي (مقاطعة آشتيان)
قسم مزرعة نو الريفي (بالفارسية: دهستان مزرعه نو) هي قسم تقع في إيران في قسم. يقدر عدد سكانها بـ 3,853 نسمة .